# Andrena longitibialis
Andrena longitibialis är en biart som beskrevs av Hirashima 1962. Andrena longitibialis ingår i släktet sandbin, och familjen grävbin. Inga underarter finns listade i Catalogue of Life.